# Knaresborough Castle
Knaresborough Castle er en middelalderborg ved floden Nidd i byen Knaresborough i North Yorkshire i England. Knaresborough Castle ligger 62 meter over havet.
Den blev bygget af en normannisk baron omkring 1100 på en klippe over floden Nidd. I 1130 var Henrik 1. engageret i arbejdet på borgen. I 1170'erne søgte Hugh de Moreville og hans følge tilflugt her, efter de havde dræbt Thomas Becket.
I 1205 tog kong John kontrol over Knareborough Castle. Han betragtede Knaresborough som en af de vigtige fæstninger i Nordengland, og han brugt £1.290 på forbedringer af borgen. Den blev senere ombygget for £2.174 mellem 1307 og 1312 af Edvard 1, og færdiggjort af Edvard 1. med et stort keep. John of Gaunt købte borgen i 1372 og tilføjede det til hertugdømmet Lancaster.